# Ochicanthon neglectus
Ochicanthon neglectus là một loài bọ cánh cứng trong họ Bọ hung (Scarabaeidae).